# Tour Piedra Libre
Es la quinta gira que realizó la banda de heavy metal argentino Almafuerte. Comenzó el 26 de mayo de 2001 y terminó el 14 de diciembre de 2002. Se realizó para presentar su quinto disco Piedra libre. Esta gira se destaca por el recorrido de la banda en gran parte de nuestro país, entre sus conciertos podemos destacar el del día 3 de noviembre de 2001 en el estadio Obras, de donde salió su segundo disco en vivo. Durante el transcurso del concierto, contaron con quien desde 2001 hasta 2016 fue bajista estable de la banda, y esto hace que Ricardo Iorio quede como cantante. Siguen recorriendo el país durante fines de 2001 y principios de 2002, en donde el lugar más visitado fue Hangar, donde iban a tocar Los Piojos el 29 de diciembre de 2001. Tras terminar esta gira, la banda se encierra en los estudios para terminar su sexto disco que se titula Ultimando.

## Lanzamiento del disco y gira

### 2001
En abril sale su quinto disco, que se llama Piedra libre. Contiene 10 temas, 8 escritos por Ricardo Iorio, una escrita por Diego Petru, íntimo amigo de Ricardo, y la última es instrumental. Fue grabado en los estudios Del Abasto al Pasto. Su productor fue Ricardo Mollo, al igual que hizo con el disco anterior de la banda, homónimo de 1998. Se caracteriza por ser el último disco con Ricardo Iorio al mando del bajo, ya que posteriormente fue reemplazado por quien sería, desde 2001 hasta la disolución definitiva de la banda, su bajista estable: Beto Ceriotti.  Uno de sus temas, Cumpliendo mi destino, hace referencia a un exmilitar, el reconocido excombatiente Mohamed Alí Seineldín. El octavo tema de este disco es del grupo uruguayo Cuchilla Grande. Se titula Sirva otra vuelta, pulpero. El 26 de mayo inicia su gira, con un concierto en Hangar. Allí, antes de arrancar, Ricardo Iorio recordó a quien fue su esposa, Ana Mourín, que se quitó la vida por diversos motivos, por lo cual rompió a llorar. El 9 de junio tocaron en el Centro de Expresiones Contemporáneas de Rosario, y al mes siguiente (7 de julio), regresan a Hangar. 13 días después, la banda tocó en el Club Huracán de Mar del Plata. El 25 de agosto volvieron a tocar en Hangar, y el 1 de septiembre hicieron lo suyo en Club X, donde 5 años antes tocaron sus rivales Malón (26 y 27 de septiembre de 1996). 13 días después debutaron en New Pandemonium. El 29 de septiembre tocaron en el Club Reconquista de La Plata. En el concierto, la banda contó con un bajista invitado. Su nombre es Guillermo Araya. Reemplazó temporalmente a Ricardo Iorio en el bajo. El 3 de noviembre se realiza la presentación oficial de este disco, con un concierto demoledor en el estadio Obras. Es a partir de este concierto que Ricardo Iorio deja de tocar el bajo, ya que contaron con Beto Ceriotti para los últimos temas. De este demoledor concierto sale su disco En vivo Obras 2001. Este contiene 17 temas, 16 de ellos interpretados en ese concierto más una de su guitarrista Claudio Marciello, que aparece en su disco Puesto en marcha, y se titula Libre de temor. El concierto fue transmitido por el canal CM. Este es el sexto concierto que la banda realiza en el estadio Obras, el quinto de manera propia, ya que en 1995, el 12 de septiembre, habían teloneado a Ozzy Osbourne. Son superados por La Renga, que para ese entonces ya llevaban 16 conciertos realizados en ese escenario, tras tocar el 21, 22, 28 y 29 de septiembre de 2001. La última vez que tocaron allí fue el 6 de mayo del 2000, en la gira de su disco anterior. Luego de aquel demoledor concierto en Obras, la banda toca en el Showcenter de Haedo. Despiden el año el 29 de diciembre en Hangar. Inicialmente, los que iban a tocar ese mismo día en el recinto mencionado fueron Los Piojos, que venían de tocar el 24 de noviembre en el estadio de Huracán, luego de que se suspendiera la presentación del 27 de octubre, pactada para el estadio de Atlanta. Sin embargo, el concierto de los liderados por Andrés Ciro Martínez tuvo que ser suspendido, y en su lugar, tocaron los comandados por Ricardo Iorio.

### 2002
Comienzan un nuevo año de trayectoria tocando el 19 de enero en el SUM de Mar del Plata. Al día siguiente tocaron en La Reina de Villa Gesell. Una semana después tcaron en Cemento, en donde ya realizaron 18 conciertos desde su primera vez el 17 de mayo de 1995 en la presentación del disco debut, que se titula Mundo guanaco. El 10 de febrero participaron de la segunda edición del Cosquín Rock junto a diversos artistas. El 23 de marzo regresaron al Showcenter. El 29 de junio regresaron a Hangar. El 3 de agosto regresaron otra vez a Cemento, y el 12 de octubre vuelven a tocar nuevamente en Hangar, por sexta vez en su trayectoria. Despiden el año y la gira con dos conciertos nuevos en Cemento los días 13 y 14 de diciembre.

## Conciertos
| Fecha                    | Ciudad        | País      | Recinto                              |
| ------------------------ | ------------- | --------- | ------------------------------------ |
| América del Sur          |               |           |                                      |
| 26 de mayo de 2001       | Buenos Aires  | Argentina | Hangar                               |
| 9 de junio de 2001       | Rosario       | Argentina | Centro de Expresiones Contemporáneas |
| 7 de julio de 2001       | Buenos Aires  | Argentina | Hangar                               |
| 20 de julio de 2001      | Mar del Plata | Argentina | Club Huracán                         |
| 25 de agosto de 2001     | Buenos Aires  | Argentina | Hangar                               |
| 1 de septiembre de 2001  | Buenos Aires  | Argentina | Club X                               |
| 14 de septiembre de 2001 | Laferrere     | Argentina | New Pandemonium                      |
| 29 de septiembre de 2001 | La Plata      | Argentina | Club Reconquista                     |
| 3 de noviembre de 2001   | Buenos Aires  | Argentina | Estadio Obras Sanitarias             |
| 30 de noviembre de 2001  | Haedo         | Argentina | Showcenter                           |
| 29 de diciembre de 2001  | Buenos Aires  | Argentina | Hangar                               |
| 19 de enero de 2002      | Mar del Plata | Argentina | SUM                                  |
| 20 de enero de 2002      | Villa Gesell  | Argentina | La Reina                             |
| 26 de enero de 2002      | Buenos Aires  | Argentina | Cemento                              |
| 10 de febrero de 2002    | Cosquín       | Argentina | Plaza Próspero Molina                |
| 23 de marzo de 2002      | Haedo         | Argentina | Showcenter                           |
| 29 de junio de 2002      | Buenos Aires  | Argentina | Hangar                               |
| 3 de agosto de 2002      | Buenos Aires  | Argentina | Cemento                              |
| 12 de octubre de 2002    | Buenos Aires  | Argentina | Hangar                               |
| 13 de diciembre de 2002  | Buenos Aires  | Argentina | Cemento                              |
| 14 de diciembre de 2002  | Buenos Aires  | Argentina | Cemento                              |

## Formación durante la primera parte de la gira
- Ricardo Iorio - Voz y bajo (1995-2001)
- Claudio Marciello - Guitarra (1995-2016)
- Bin Valencia - Batería (2001-2016)

## Formación en el resto de la gira
- Ricardo Iorio - Voz (2001-2016)
- Claudio Marciello - Guitarra (1995-2016)
- Bin Valencia - Batería (2001-2016)
- Beto Ceriotti - Bajo (2001-2016)